# Verzweigte Becherkoralle
Die Verzweigte Becherkoralle oder kurz Becherkoralle (Artomyces pyxidatus, Syn. Clavicorona pyxidata) ist eine Pilzart aus der Familie der Ohrlöffelstachelingsverwandten (Auriscalpiaceae). Typisch sind die korallenähnlichen Fruchtkörper, deren Äste quirlartig verzweigen. Die oberen Verzweigungen sind becherartig vertieft, was dem Pilz seinen deutschen Namen eingebracht hat. Weil die Verzweigungen Armleuchter/Kandelabern ähneln, wird der Pilz auch Kandelaberkoralle genannt. Im englischen Sprachraum heißt die Verzweigte Becherkoralle neben „Candelabre Coral“ auch „Crown Coral“ oder „Crown-tipped Coral Fungus“, auf Deutsch „Kronenkoralle“ oder „Kronenbestückter Korallenpilz“. Die Bezeichnungen beziehen sich auf die jungen Verzweigungen an den Astenden, die an kleine Kronen erinnern. Der Nichtblätterpilz besiedelt morsches Totholz von Stämmen und Stümpfen verschiedener Laub- und Nadelbäume. In den letzten Jahren mehrten sich die Funde der wärmeliebende Art auf Kiefernholz in der Tiefebene Norddeutschlands. Der Speisewert wird unterschiedlich beurteilt und reicht von „ungenießbar/kein Speisepilz“ bis zu „essbar, wenn frisch“.
Die Verzweigte Becherkoralle wurde von der Deutschen Gesellschaft für Mykologie zum Pilz des Jahres 2015 ernannt, um auf den Verlust natürlicher Lebensräume und die biologische Verarmung der Wälder aufmerksam zu machen, die durch die steigende Nutzung von abgestorbenem Holz zum Heizen droht.

## Merkmale

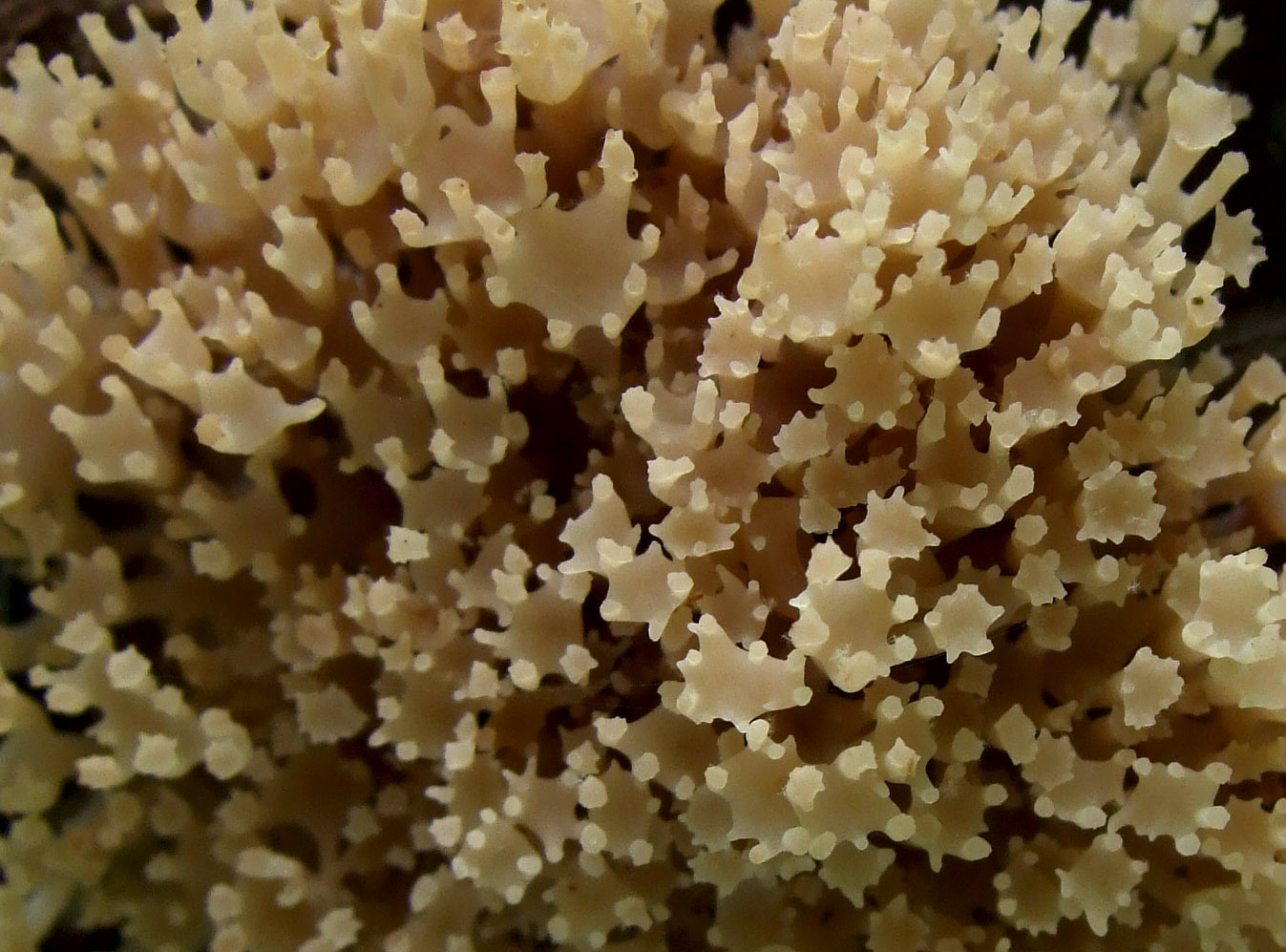
Durch die quirlartig verzweigenden Äste erinnern die Spitzen der Becherkoralle an kleine Kronen.

### Makroskopische Merkmale
Die 4–12 cm großen Fruchtkörper der Becherkoralle ähneln habituell den Korallen aus der Gattung Ramaria, verzweigen aber pyxidat wie einige Becherflechten, zum Beispiel Cladonia pyxidata. Bei diesem Verzweigungstyp erweitern sich die Äste zu einem abgeflachten bis becherförmig eingetieften Gipfel, an dessen Rand quirlförmig etwa 4–6 jüngere, dünnere Äste wachsen. Bei großen Exemplaren kann sich das mehrfach wiederholen – die obersten Zweigenden sind wieder becherförmig und ähneln durch die kurzen Zweigspitzen ringsum an kleine Kronen. Die eng stehenden, fast senkrecht stehenden Äste sind an der Basis strunkartig miteinander verklebt. Sie haben eine blass fleischfarbene oder weißlich-gelbliche bis ocker-gelbliche Farbe und im Alter oft bräunliche Spitzen. Das elastische, etwas zähe Fleisch (Trama) ist weiß bis gelblich gefärbt und bräunt beim Reiben. Es riecht streng würzig und schmeckt entweder mild oder etwas bitter, nach längerem Kauen ± pfefferig scharf. Das Sporenpulver hinterlässt einen weißen Abdruck und verfärbt sich unter der Zugabe eines Iodreagenzes (amyloid).

### Mikroskopische Merkmale
Die Pilzfäden (Hyphen) messen bis zu 16 µm im Durchmesser und tragen an den Zwischenwänden (Septen) Schnallen. Die  gloeopleren Hyphen sind 3–8 µm dick und enden in der Fruchtschicht (Hymenium) oder ragen bis zu 15 µm heraus. Außerdem kommen 3–5 µm weite, dünnwandige sterile Elemente (Leptozystiden) vor. Die Sporenständer (Basidien) haben Basalschnallen und messen 20–30 × 4–4,5(–5) µm. Daran reifen elliptische, feinwarzige Sporen mit den Maßen 4–5(–5,5) × 2–2,6(–3) µm heran.

## Artabgrenzung
Die Steife Koralle (Ramaria stricta) wächst ebenfalls an Holz und hat aufrechte Äste, besitzt aber andersartige Verzweigungen (nicht kronenförmig), weiße wurzelartige Myzelstränge und entwickelt beim Kauen keinen scharfen Geschmack. Andere ähnlich aussehende Korallen (Ramaria)-Arten sind Bodenbewohner.

## Ökologie und Phänologie

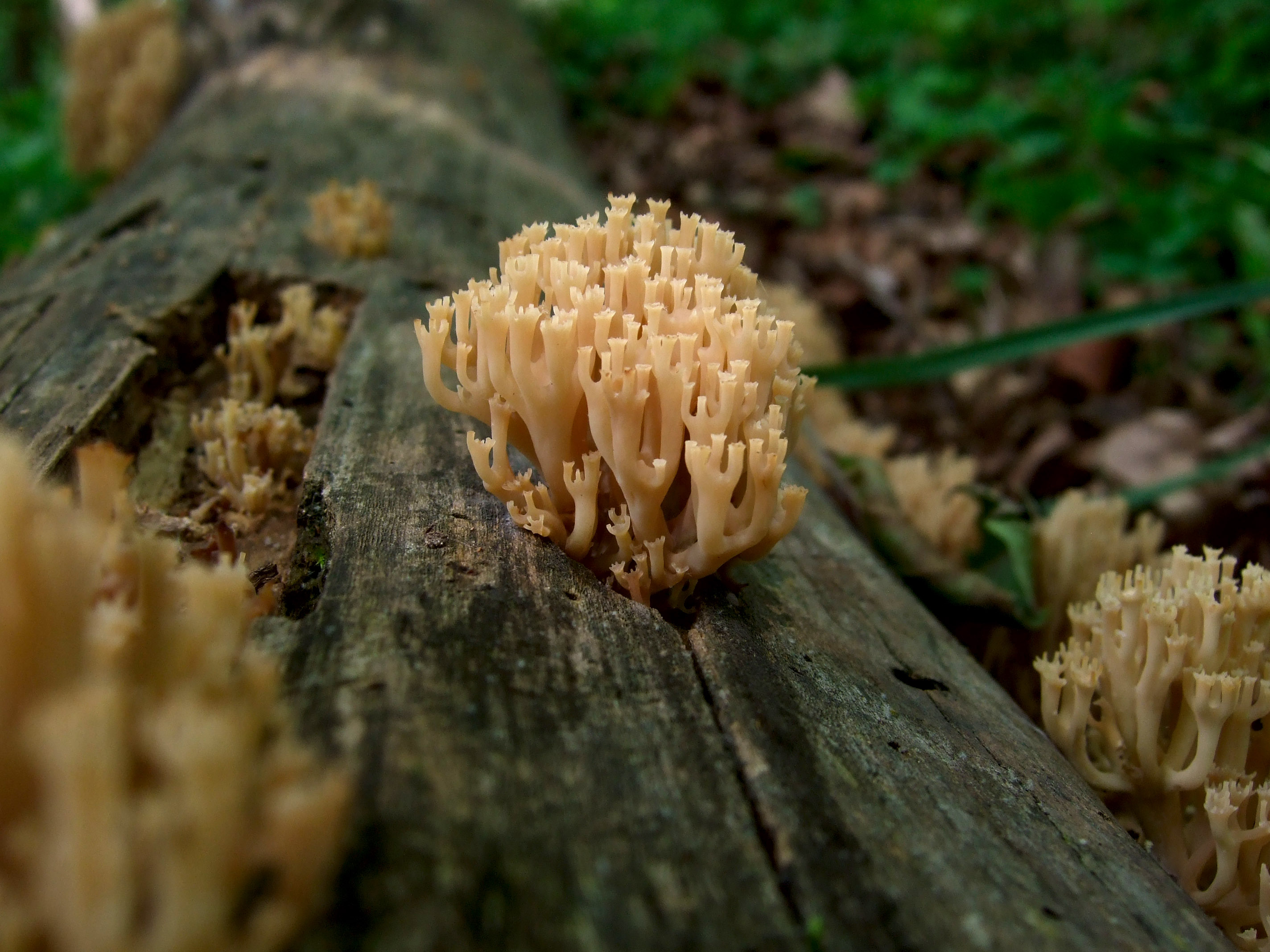
Die Verzweigte Becherkoralle zersetzt das morsche Totholz eines liegenden Stamms und bildet auf dem Substrat mehrere Fruchtkörper.

Die Verzweigte Becherkoralle zersetzt totes Laub- und Nadelholz und besitzt ein breites Substratspektrum. In Mitteleuropa besiedelt sie vor allem morsche Baumstümpfe sowie liegende Stämme von Rotbuche, Kiefer, Pappel (vor allem Zitter-Pappel), Weide und Weiß-Tanne – in Nordeuropa werden Birke, Pappel und Weide bevorzugt. Außerdem wächst der Pilz auch an Eiche, Erle, Gemeine Esche, Hainbuche, Holunder, Edelkastanie und Linde.
Die Fruchtkörper erscheinen in Mitteleuropa hauptsächlich von Juli bis September.

## Verbreitung
Die Verzweigte Becherkoralle ist in allen gemäßigten Zonen der Nordhalbkugel verbreitet. Neben Europa ist sie in Asien und Nordamerika zu finden. In Deutschland konnte sich die wärmeliebende Art in den letzten zehn bis fünfzehn Jahren vor allem auf Kiefernholz in der nördlichen Tiefebene ausbreiten. Die Entwicklung soll dem Klimawandel geschuldet sein. Die meisten Funde stammen von wärmebegünstigten Stellen in Stromtälern.

### Gefährdung
Auf Deutschland bezogen ist die Verzweigte Becherkoralle derzeit keine vom Aussterben bedrohte Pilzart. Dies könnte sich jedoch ändern, wenn künftig in den Wäldern kaum noch Nahrung für holzbewohnende Organismen zur Verfügung steht. In der Roten Liste gefährdeter Großpilze Bayerns wurde die Art in die Kategorie 1 „vom Aussterben bedroht“ gestellt, weil bis zum Redaktionsschluss seit der Erwähnung in der früheren Ausgabe von 1990 keine neuen Funde mehr bekannt geworden sind. Seither konnte die Becherkoralle einmal in Unterfranken und einmal in Niederbayern nachgewiesen werden.

## Bedeutung
Die Angaben zum Speisewert in der Literatur variieren. Michael, Hennig und Kreisel stufen die Verzweigte Becherkoralle in ihrem Handbuch für Pilzfreunde als „ungenießbar“ ein. Gerhardt deklariert den Pilz einmal als „ungenießbar/Speisewert unbekannt“, aber ein anderes Mal als „essbar“. Die Art ist weder in der „Positivliste der Speisepilze“ (21. Juli 2014) noch in der Liste der „Pilze mit uneinheitlich beurteiltem Speisewert“ (Stand: 21. Juli 2014) oder der „Liste der Giftpilze – nach Syndromen“ (Stand: 21. April 2014), die vom Beirat „Pilzverwertung und Toxikologie“ der Deutschen Gesellschaft für Mykologie erarbeitet wurden, enthalten.
McKnight & McKnight weisen die Art in ihrem nordamerikanischen Pilzführer als „essbar“ aus, ebenso Ostry, Anderson und O’Brien in ihrem Feldführer über häufige Großpilze in den Wäldern des mittleren Westens und Nordostens Nordamerikas: „essbar, falls frisch“. Zheng und Mitarbeiter veröffentlichten in der Fachzeitschrift „Helvetica Chimica Acta“ einen Aufsatz mit dem Titel „New Sesquiterpenes from Edible Fungus Clavicorona pyxidata“ und gehen demnach davon aus, dass der Pilz essbar ist.